# Üfter Mark

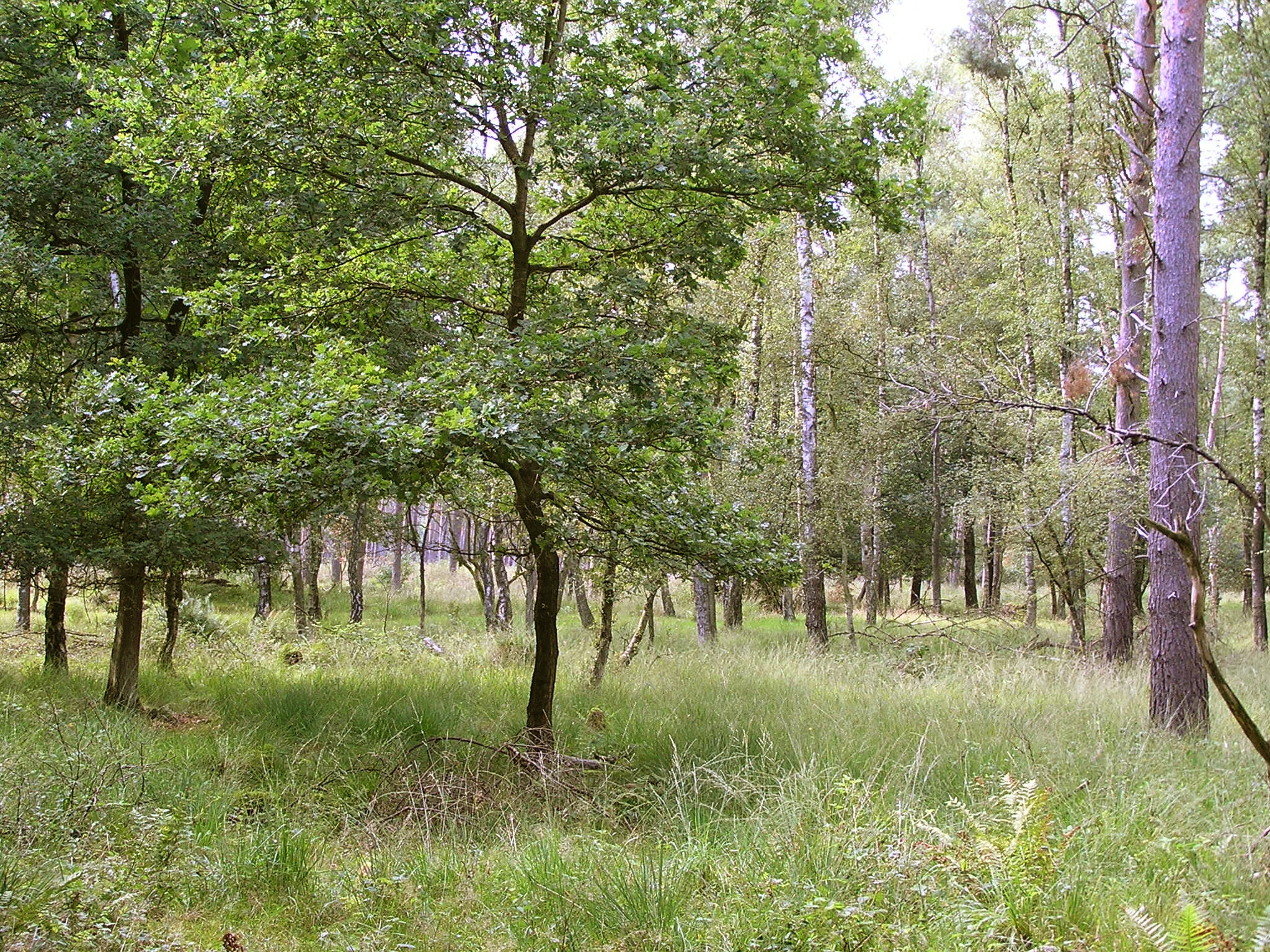
Kiefern, Birken und Eichen in der Üfter Mark

Die Üfter Mark ist ein geschlossenes Waldgebiet in den nordrhein-westfälischen Kreisen Borken, Recklinghausen und Wesel am Übergang des Naturraums Niederrheinische Sandplatten zum westlichen Münsterland.

## Geographische Lage
Die eigentliche Üfter Mark liegt im Naturpark Hohe Mark-Westmünsterland zwischen der Schermbecker Bauerschaft Üfte und dem Dorstener Ortsteil Rhade. Der Name Üfter Mark wird heute aber für das gesamte Waldgebiet zwischen Raesfeld-Erle und Dorsten-Holsterhausen verwendet. Zu diesem 1.700 ha großen Waldgebiet zählt auch die Bakeler Mark, die Emmelkämper Mark und die Rüster Mark. Das Waldgebiet wird von den Bundesstraßen 224 und 58 sowie von der Bundesautobahn 31 durchschnitten.

## Geschichte
Vermutlich wurde der ursprüngliche Wald im 17. Jahrhundert für Viehweiden und Ackerflächen gerodet. Im Jahr 1822 waren nur noch etwa 3 % der Fläche bewaldet. In der zweiten Hälfte des 19. Jahrhunderts wurden die Flächen mit Kiefern aufgeforstet um den Holzbedarf des Ruhrbergbaus zu decken – der Forst „Gewerkschaft Augustus“ entstand. Außerdem wurde an einigen Stellen Sand im Tagebau abgebaut. 2002 kaufte der Regionalverband Ruhr (RVR) das Waldgebiet vom Mannesmann-Konzern um ihn zum „Naturerlebnisgebiet“ auszubauen.

## Naturerlebnisgebiet
Das Naturerlebnisgebiet wird von der RVR-Tochter „Ruhr Grün“ entwickelt. Der überwiegend monokulturell angelegte Kiefernwald soll langfristig einem naturnahen Laub-Mischwald weichen. Dazu werden Stieleichen gepflanzt und weitere Laubbäume wie Birken und Erlen gefördert.
Zu den bemerkenswerten Anlagen gehört ein barrierefreier Rundwanderweg mit Informationstafeln für Blinde. Außerdem sind Aussichtsplattformen zur Beobachtung der etwa 200 Rothirsche der Üfter Mark geplant.

## Naturschutzgebiete

### Üfter Mark
Im 34 ha umfassenden Naturschutzgebiet „Üfter Mark“ sind überwiegend Heidelandschaften geschützt. Im Rahmen der landesweiten Biotopvernetzung von trockenen Heideflächen stellt das Naturschutzgebiet „Üfter Mark“ ein Bindeglied zwischen den trockenen Heideflächen des nördlichen Niederrheinischen Tieflandes und des Westmünsterlandes dar. Der überwiegend gute bis sehr gute Erhaltungszustand der Heidelandschaft im Naturschutzgebiet lässt diesem eine große Bedeutung zukommen. In einzelnen Bereichen wachsen bodensaure Birken- und Eichenwälder; einzelne Exemplare des Gemeinen Wacholders innerhalb der Kiefernwäldern im östlichen Gebietsteil sind als Relikte der ehemals stark verbreiteten Wacholderheiden von kulturhistorischer Bedeutung. 

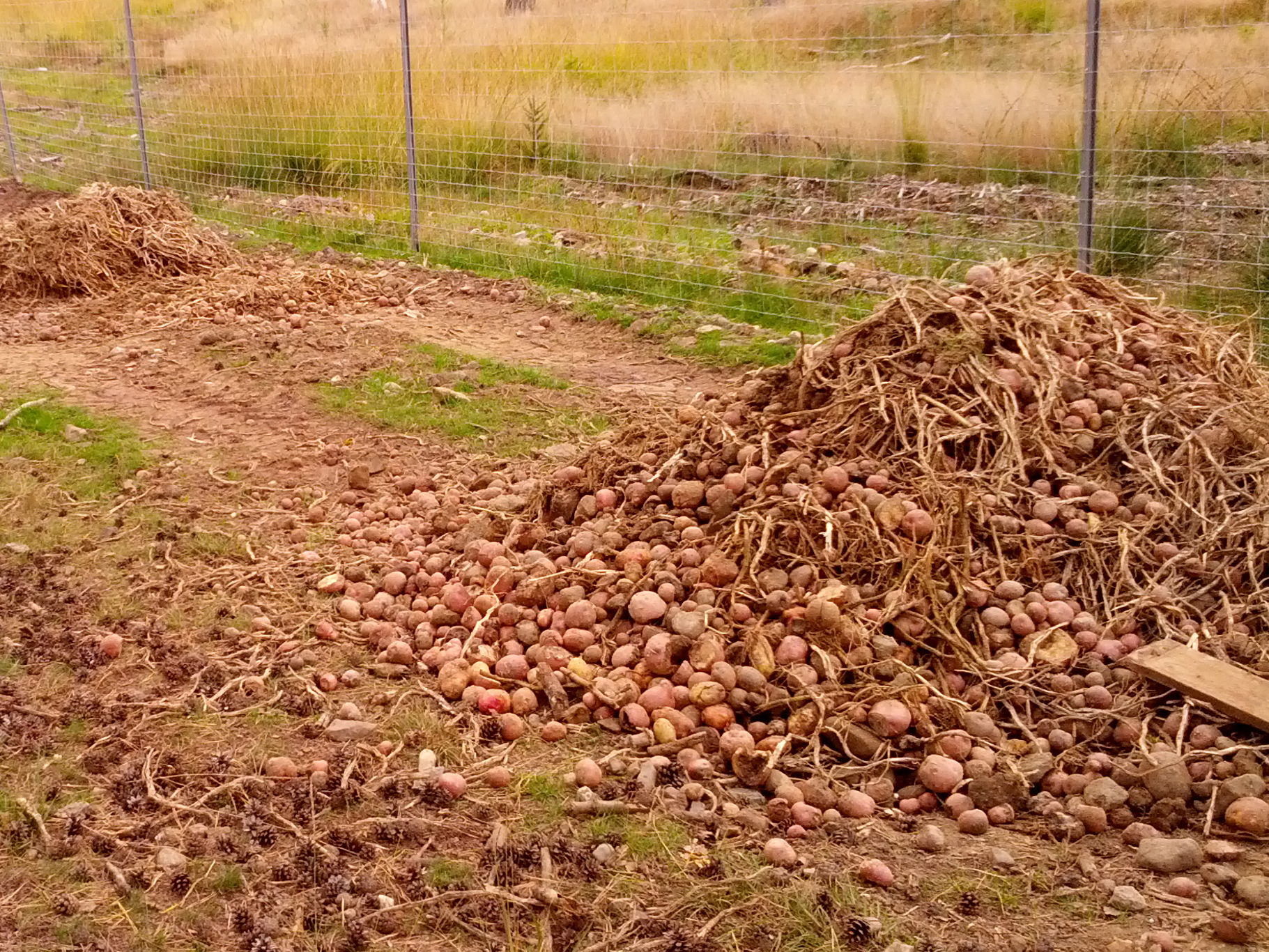
Wildfütterung in der Üfter Mark

Als Arten von gemeinschaftlichem Interesse nach den Fauna-Flora-Habitat- und Vogelschutzrichtlinien finden sich im Naturschutzgebiet insbesondere Heidelerchen, Nördliche Raubwürger, Schwarzkehlchen, Schwarzspechte und Ziegenmelker.
Im Naturschutzgebiet befinden sich Grundwasserbrunnen des Wasserwerk Dorsten-Holsterhausen der Rheinisch-Westfälischen Wasserwerksgesellschaft (RWW).

### Witte Berge und Deutener Moor

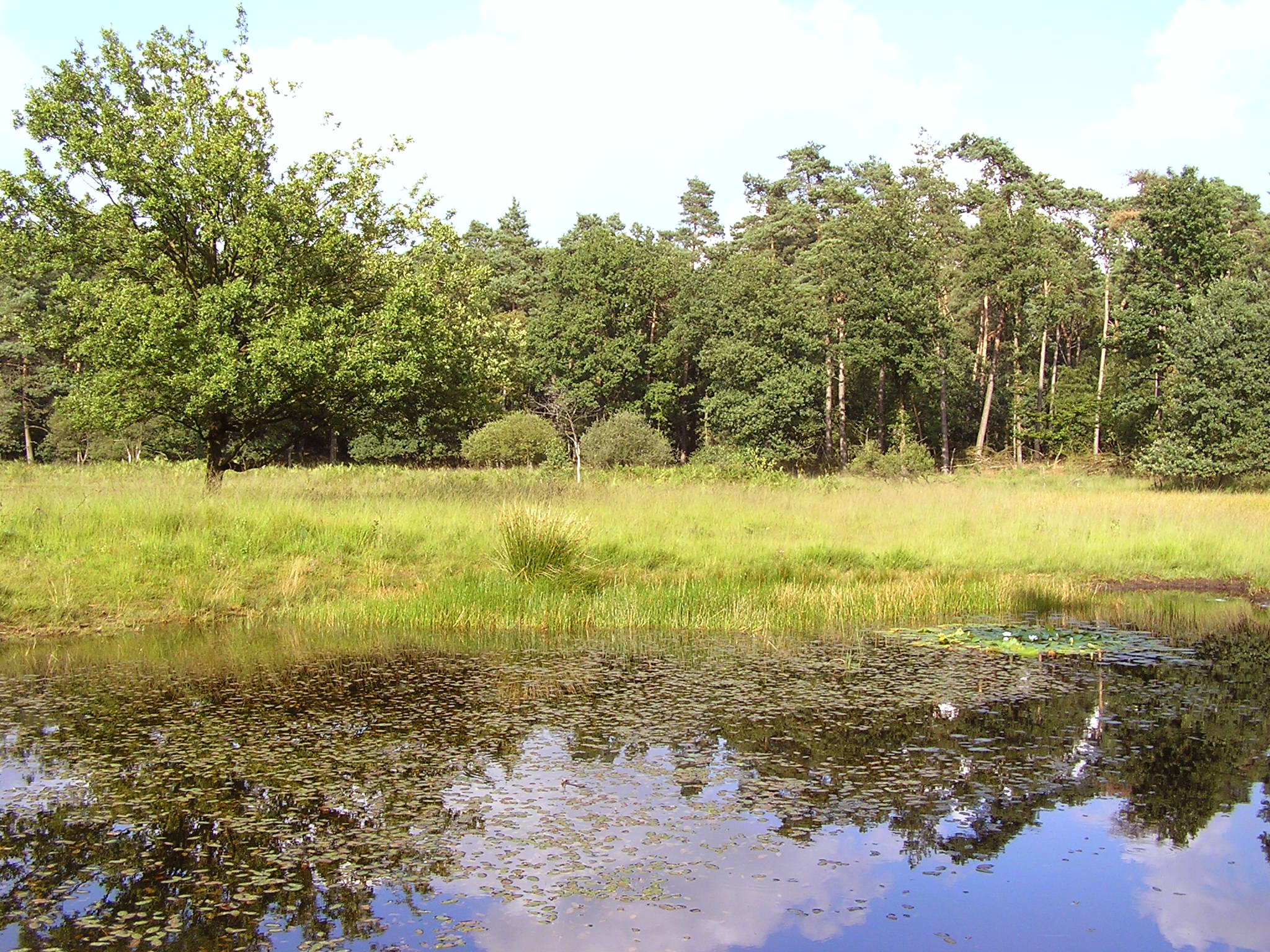
Heideweiher „Schwarzes Venn“

Bereits seit 1931 sind die Flugsanddünen und das Deutener Moor als 85 ha großes Naturschutzgebiet „Witte Berge und Deutener Moore“ geschützt. Auch hier ist eine Wacholderheide erhalten, an weiteren trockenen Standorten wachsen verschiedene Heidekräuter. Das „Schwarze Venn“ und die Feuchtgebiete des Bresthausener Wiesenmoors bilden Lebensräume für seltene Pflanzen wie den rundblättrigen und den mittleren Sonnentau und gefährdete Amphibien wie Moorfrösche und Kammmolche.